# Мыйзакюла
Мы́йзакюла (эст. Mõisaküla) — город в южной части Эстонии, в волости Мульги уезда Вильяндимаа. Город без муниципального статуса (внутриволостной город).

## География
Расположен в южной части Эстонии, на границе с Латвией.

## Население
По данным переписи населения 2011 года в городе проживали 825 человек, из них 750 (90,9 %) — эстонцы.  
Динамика численности населения города Мыйзакюла:
| 1922  | 1934  | 1941  | 1959  | 1970  | 1989  | 2000  | 2003  | 2011 | 2012 | 2017 | 2019 |
| ----- | ----- | ----- | ----- | ----- | ----- | ----- | ----- | ---- | ---- | ---- | ---- |
| 1 909 | 2 221 | 2 556 | 2 299 | 1 894 | 1 349 | 1 165 | 1 120 | 825  | 839  | 762  | 745  |

## Экономика

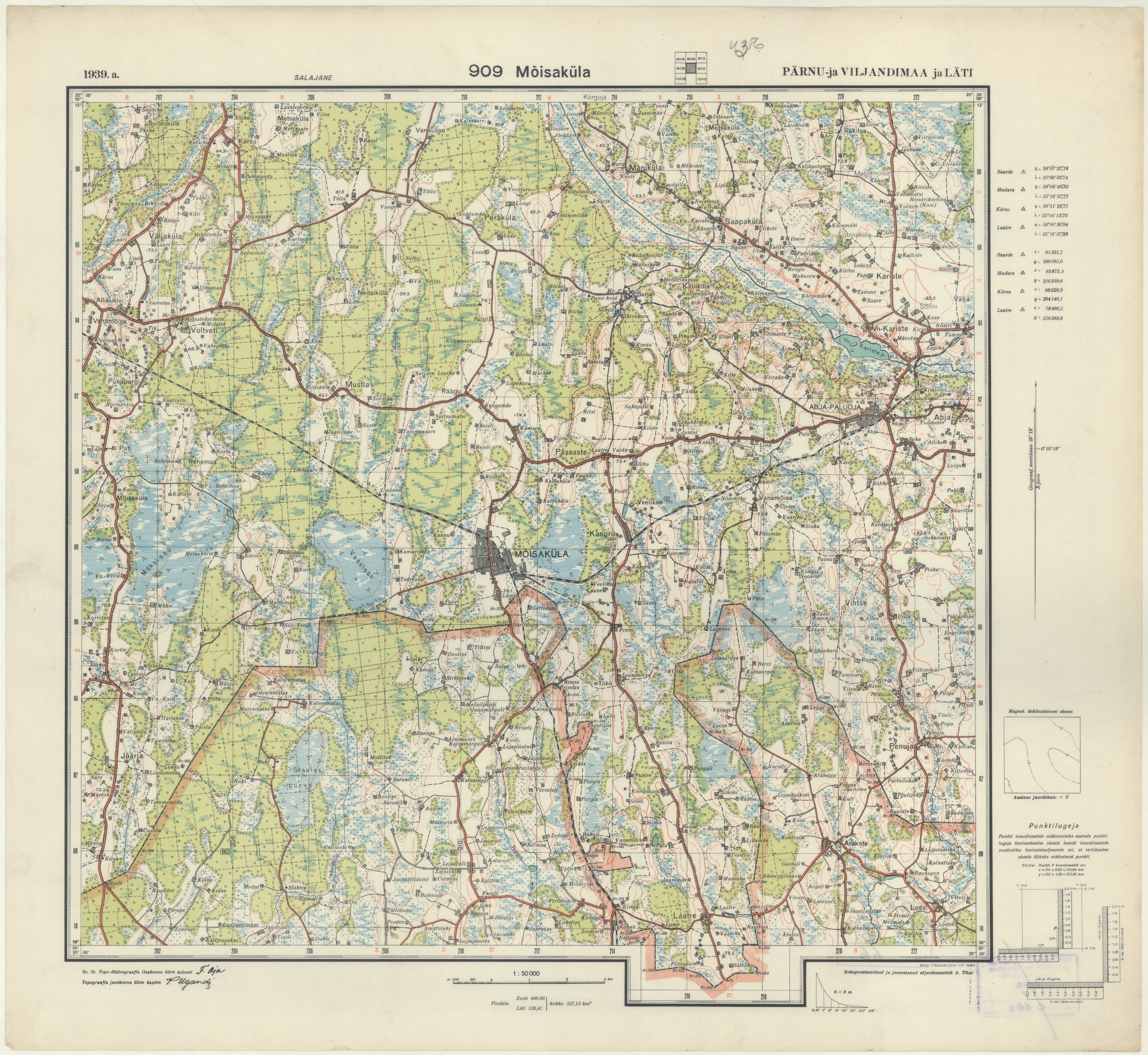
Топографическая карта окрестностей Мыйзакюла, 1940 г.

В Мыйзакюла* работает машиностроительный завод (преемник мыйзакюлаского филиала «Таллэкса»). Численность его работников по состоянию на 31 марта 2020 года составила 24 человека.
* Примечание: эстонские топонимы, оканчивающиеся на -а, не склоняются  и не имеют женского рода (исключение — Нарва).

## Знаменитые уроженцы
- Адалбертс Бубенко — латвийский легкоатлет, призёр Олимпийских игр 1936 года.
- Юри Кукк — эстонский и советский учёный-химик, диссидент, политзаключённый.